# Archiv für Geschichte des Buchwesens
Archiv für Geschichte des Buchwesens (AGB) est une revue scientifique publiée par la Commission historique de l'Association des libraires allemands (Börsenverein des Deutschen Buchhandels). Elle est publiée depuis 1956 par la Buchhändler-Vereinigung. Depuis 2002, elle est publiée par le Marketing- und Verlagsservice des Buchhandels (MVB). Depuis le 58e volume, la revue est publiée par la maison d'édition KG Saur Verlag, devenue entre-temps la maison d'édition de Gruyter.
La revue publie des articles sur des thèmes historiques dans tous les domaines du livre. Le précurseur de la revue actuelle est "Archiv für Geschichte des deutschen Buchhandels" publié à Leipzig de 1878 à 1898.